# Brittnau
Brittnau é uma comuna da Suíça, no Cantão Argóvia, com cerca de 3.681 habitantes. Estende-se por uma área de 13,67 km², de densidade populacional de 269 hab/km². Confina com as seguintes comunas: Langnau bei Reiden (LU), Murgenthal, Pfaffnau (LU), Strengelbach, Vordemwald, Wikon (LU), Zofingen.
A língua oficial nesta comuna é o Alemão.